# Dolls Boxx
Le Dolls Boxx (ドールズボックス?, Dōrusu bokkusu, spesso reso graficamente come DOLL$BOXX) sono un gruppo musicale giapponese, formatosi nel marzo 2012, composto da cinque ragazze (quattro musiciste provenienti dal gruppo femminile Gacharic Spin e la cantante Fuki proveniente dai Light Bringer).

## Formazione
- Fuki – voce (2012-)
- F Chopper Koga – basso (2012-)
- Hana – batteria, voce (2012-)
- Tomo-zo – chitarra (2012-)
- Oreo Reona – tastiera (2012-)

## Discografia

### Album in studio
- 2012 – Dolls Apartment

### Album video
- 2014 – Doll's Collection
- 2018 – Live Tour 2018

### EP
- 2017 – High Spec